# Вали Виста (Калифорнија)
Вали Виста (енгл. Valle Vista) насељено је место без административног статуса у америчкој савезној држави Калифорнија.

## Демографија
По попису из 2010. године број становника је 14.578, што је 4.09 (39,0%) становника више него 2000. године.
| Група             | 2000.         | 2010.         |
| Белци             | 8.408 (80,2%) | 9.378 (64,3%) |
| Афроамериканци    | 130 (1,2%)    | 440 (3,0%)    |
| Азијати           | 135 (1,3%)    | 283 (1,9%)    |
| Хиспаноамериканци | 1.539 (14,7%) | 4.027 (27,6%) |
| Укупно            | 10.488        | 14.578        |